# Bistum Adilabad
Das Bistum Adilabad (lateinisch Dioecesis Adilabadensis) ist ein Bistum der mit der römisch-katholischen Kirche unierten syro-malabarischen Kirche mit Sitz in Adilabad in Indien. Erster Ortsordinarius war von 1999 bis 2015 Joseph Kunnath CMI.

## Geschichte
Papst Johannes Paul II. gründete es mit der Apostolischen Konstitution Ad aptius consulendum am 23. Juni 1999 aus Gebietsabtretungen der Eparchie Chanda und unterstellte es dem Erzbistum Hyderabad als Suffragandiözese.